# Club Voleibol Aguere 2014-2015
Questa voce raccoglie le informazioni riguardanti il Club Voleibol Aguere nelle competizioni ufficiali della stagione 2014-2015.

## Organigramma societario
Area direttiva
- Presidente: Leopoldo de la Rosa

Area tecnica
- Allenatore: Ambrosio González
- Allenatore in seconda: Nahum Martín

## Rosa
| N° | Nome               | Ruolo | Data di nascita   | Nazionalità sportiva |
| -- | ------------------ | ----- | ----------------- | -------------------- |
| 1  | Sokhna Gueye       | C     | 15 dicembre 1989  | Senegal              |
| 2  | Dulce Gestoso      | L     | 29 marzo 1995     | Spagna               |
| 3  | Mihaela Chavdarova | S/O   | 20 aprile 1995    | Spagna               |
| 4  | Beatriz Fagundo    | L     | 3 luglio 1992     | Spagna               |
| 5  | Desirée Nouwen     | S     | 7 marzo 1989      | Paesi Bassi          |
| 6  | Maguette Mbow      | C     | 11 aprile 1991    | Senegal              |
| 7  | Janine Sandell     | S/O   | 7 dicembre 1985   | Regno Unito          |
| 8  | Cristina Alegre    | S     | 24 agosto 1996    | Spagna               |
| 9  | Marta Fraile       | P     | 29 ottobre 1992   | Spagna               |
| 11 | Alba Mendoza       | P     | 15 febbraio 1997  | Spagna               |
| 12 | Lara Palenzuela    | S/O   | 27 settembre 1998 | Spagna               |
| 13 | Diana Sánchez      | S     | 7 marzo 1977      | Spagna               |
| 17 | Arkía El-Ammari    | S     | 9 ottobre 1976    | Spagna               |
| 18 | Mame Diouf         | C     | -                 | Senegal              |